# 워킹애프터유
워킹애프터유(Walking After U)는 2013년 결성된 대한민국의 인디 록밴드이다.

## 개요
'너의 뒤를 따라 걷겠다'라는 뜻으로 WALKING AFTER U의 음악으로 사람들을 이끌겠다는 의미가 담겨 있으며, 수 많은 관중들이 외칠 때 의미가 더욱 커지는 이름이다.
첫 앨범 발매 이전부터 매니아들을 중심으로 팬덤을 형성하며 폭 넓은 음악적 교류와 현실적이고 미래지향적인 활동 방향으로 한국에만 국한되지 않고 일본, 중국, 대만, 독일 등에서 수 많은 라이브와 단독 공연을 펼쳐 오고 있다.
Walking After U는 어떤 곳이든 부딪혀 이루어 내며 무대 위에서의 교감을 첫 번째로 여긴다.
바로 이것이 Walking After U가 존재하는 이유이다.

## 활동
2013년
결성
2014년
정규 1집 'Unleash' 앨범 발매.
전국 8개 도시 투어 주최 및 4개의 Festival 참가.
동아시아 클럽 투어.
2015년
3개월간 도쿄 클럽 투어 및 Festival 참가, 라디오 출연 등
총 56회 공연 및 일본 Girls Rock 차트에서 2위.
일본 정규 1집 앨범 발매 및 음반 발매 기념 도쿄 투어.
일본 ‘Shinko music’ 12월호 인터뷰.
전국 8개 도시 클럽 투어 주최 및 8개의 Festival 참가.
중국 클럽 투어와 대만 ‘Unlimited Freedom Festival’ 참가.
전국 13개 도시 클럽 투어.
2016년
미니앨범 ‘Running wild’ 발매.
일본 ‘We Rock’ 잡지 2월호 인터뷰.
전국 12개 도시 클럽 투어 주최 및 일본 밴드와 전국 투어 2회 주최.
4개의 Festival 참가.
여수 MBC FM, 목포 호남 방송, CJ 호남 방송, 광주 MBC. 경인 방송,
여수 MBC 다큐. 전주 교통방송 TBN, 제주 방송 KC TV 출연.
2017년
정규 2집 앨범 ‘아리랑’ 발매 및 전국 7개 도시 클럽 투어 주최.
6개의 Festival 참가 및 일본 밴드와 전국 투어 주최.
독일 EMERGENZA 세계 밴드 대회 한국 대회 대표 선발.
독일 Rothen Burg에서 열리는 EMERGENZA 세계 밴드 대회 참가.
일본 ‘Burrn!’ 11월호 인터뷰.
문화체육관광부 우수 컨텐츠 잡지 10월호 표지 모델.
서울 TBS 교통 방송 라디오 출연.
2018년
대구, 서울 라이브 클럽 데이 참가.
6개의 Festival 참가 및 대만 ‘Unlimited Freedom Festival’ 참가.
전국 17개 도시 정기 공연 기획.
여수 버스킹 및 폐막식 참가.
대구 MBC 및 여수 MBC 방송 출연
2019년
일본 밴드 ‘Broken By The Scream , Band BRATS’ 내한 공연 게스트 참여.
9개의 Festival 참가 및 여수 버스킹 개막식 및 버스킹 참가.
서울 단독 공연 주최.
KBS2 ‘불후의 명곡’ 가수 서문탁과 협연.
SBS 파워 FM ‘컬투쇼’ 서문탁 밴드로 출연.
대구 앵콜 단독 공연 개최 및 대구 MBC, TBC 출연.
캐나다 입양아를 위한 밤 공연 및 정읍 애육원 공연
아동복지협회재단 홍보대사 위촉.
‘Youth Gone Wild 1,2회’ 참여 및 기획.
```
:
```

## 구성원

### 프로듀서
- 김재선

### 현 구성원
- 해인(Hae in) : 기타, 보컬
- 아짱(A-ZZANG) : 드럼
- 한겸(Han Gyum) : 베이스

### 전(前) 구성원
- 배미 : 베이스, 백 보컬
- 지아 : 기타, 백 보컬
- 민영 : 베이스, 백 보컬
- 써니 : 키보드, 백 보컬